# Dammur, Bellary
Dammur là một làng thuộc tehsil Bellary, huyện Bellary, bang Karnataka, Ấn Độ.